# Sowiecka Gawań
Sowiecka Gawań (ros. Советская Гавань) – miasto w Rosji w Kraju Chabarowskim, nad Cieśniną Tatarską (część Morza Japońskiego). Populacja w 2010 roku wynosiła 27 712 osób. Miasto jest krańcową wschodnią stacją Kolei Bajkalsko-Amurskiej (Байкало-Амурская магистраль, BAM). W mieście rozwinął się przemysł drzewny oraz rybny.

## Historia
Zatoka nad którą położone jest miasto została odkryta 23 maja 1853 roku przez Nikołaja Konstantinowicza Boszniaka, który nazwał ją zatoką Hadżi. W sierpniu tego samego roku bazę wojskową w tym miejscu założył Giennadij Niewielskoj. Zmienił też nazwę zatoki na Imperatorskaja Gawań. Pierwszym zarządcą bazy był Boszniak.
W 1922 roku nazwę osady zmieniono na Sowiecka Gawań. W 1941 roku otrzymała prawa miejskie. W 1947 otwarto linię kolejową z Komsomolska nad Amurem. Był to jednocześnie pierwszy odcinek późniejszej Kolei Bajkalsko-Amurskiej.
W latach 1950–54 w mieście znajdowała się administracja obozu Ulminski-ITL w ramach systemu gułagów. 14900 więźniów było wykorzystywanych do budowy portu w Wanino, dróg oraz pozyskiwania drewna.
W sierpniu 2020 roku podjęto decyzję o budowie terminala LPG w Sowieckiej Gawani.
Znajduje się tu dyrekcja Rezerwatu przyrody „Botczinskij”.

## Symbol
Flaga i godło Sowieckiej Gawani przedstawia rosyjską fregatę Pałłada, która została zatopiona przez swoją załogę niedaleko miejscowości w 1856 roku.